# Joshua Tree (plaats)
Joshua Tree is een plaats (census-designated place) in de Amerikaanse staat Californië, en valt bestuurlijk gezien onder San Bernardino County.

## Demografie
Bij de volkstelling in 2000 werd het aantal inwoners vastgesteld op 4207.

## Geografie
Volgens het United States Census Bureau beslaat de plaats een oppervlakte van
15,8 km², geheel bestaande uit land.

## Plaatsen in de nabije omgeving
De onderstaande figuur toont nabijgelegen plaatsen in een straal van 40 km rond Joshua Tree.

## Bekende inwoners
- Fred Drake (was mede-eigenaar van de opnamestudio Rancho de la Luna)
- Josh Homme (is hier geboren, gitarist Queens of the Stone Age)
- Dave Catching (is de eigenaar van de opnamestudio Rancho de la Luna)
- Dandy Brown (basgitarist van de band Hermano)
- Hutch (geluidstechnicus voor Queens of the Stone Age)
- Brian O'Connor (basgitarist Eagles of Death Metal)
- Dick Dale (The King of the Surf Guitar)
- Gram Parsons (is hier gecremeerd)
- Donovan (zanger en schrijver)
- Victoria Williams (volkszangeres)
- Wayne Static (zanger)[2]
- Tera Wray (vrouw van Wayne Static, en danser)
- Brant Bjork (woont hier en runt hier zijn opnamestudio)